# Motorola 6800

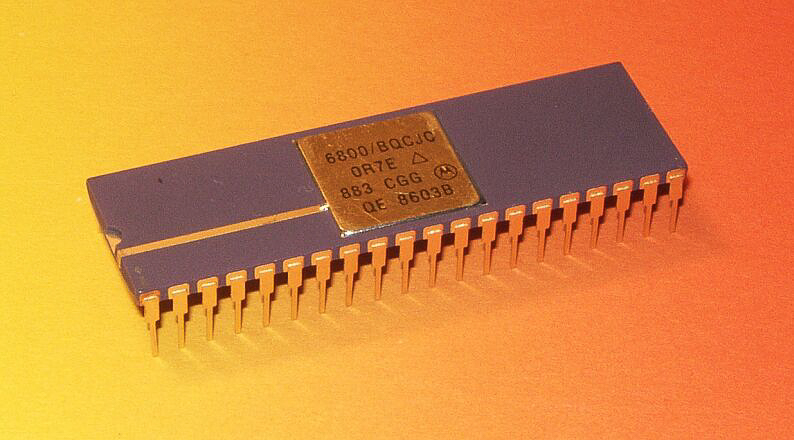
O microprocessador Motorola 6800

O 6800 é um microprocessador de 8 bits projetado e fabricado pela Motorola em 1974. O microprocessador MC6800 fazia parte do M6800 Microcomputer System (posteriormente chamado de 68xx), que também incluía CIs de interface serial e paralela, RAM, ROM e outros chips de suporte. Uma característica importante do projeto era que a família de CIs M6800 exigia apenas uma única fonte de alimentação de cinco volts, em uma época em que a maioria dos outros microprocessadores exigia três voltagens. O sistema de microcomputador M6800 foi anunciado em março de 1974 e estava em plena produção no final do mesmo ano.
O 6800 tem um barramento de endereços de 16 bits que pode acessar diretamente 64 KB de memória e um barramento de dados bidirecional de 8 bits. Ele tem 72 instruções com sete modos de endereçamento, em um total de 197 códigos de operação. O MC6800 original podia ter uma frequência de clock de até 1 MHz. As versões posteriores tinham uma frequência de clock máxima de 2 MHz.
Além dos CIs, a Motorola também forneceu um sistema completo de desenvolvimento de linguagem assembly. O cliente podia usar o software em um computador de timeshare remoto ou em um sistema de minicomputador interno. O Motorola EXORciser era um computador de mesa construído com os CIs M6800 que podia ser usado para criar protótipos e depurar novos projetos. Um amplo pacote de documentação incluía folhas de dados de todos os CIs, dois manuais de programação em linguagem assembly e um manual de aplicação de 700 páginas que mostrava como projetar um terminal de ponto de venda (uma caixa registradora computadorizada) com o 6800.
O 6800 era popular em periféricos de computador, aplicações de equipamentos de teste e terminais de ponto de venda. Ele também foi usado em jogos de fliperama e máquinas de pinball. O MC6802, lançado em 1977, incluía 128 bytes de RAM e um oscilador de relógio interno no chip. O MC6801 e o MC6805 incluíam RAM, ROM e E/S em um único chip e eram populares em aplicações automotivas. Alguns modelos do MC6805 integravam uma interface periférica serial (SPI). O Motorola 6809 era um projeto compatível atualizado.

## História

### História da Motorola em semicondutores

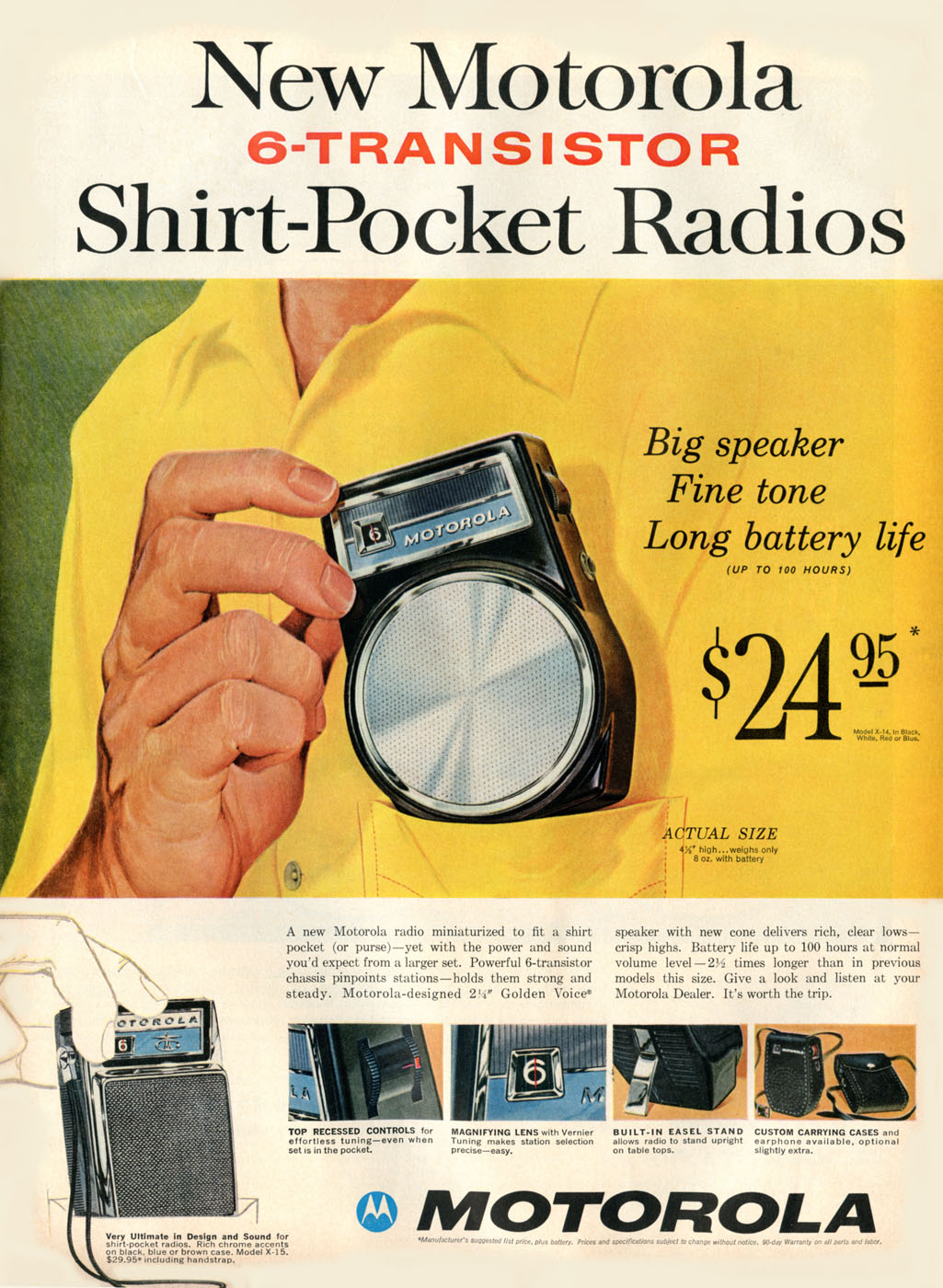
A Motorola começou a fabricar semicondutores na década de 1950.

A Galvin Manufacturing Corporation foi fundada em 1928; o nome da empresa foi alterado para Motorola em 1947. A empresa iniciou a produção comercial de transistores em uma nova instalação de US$ 1,5 milhão em Phoenix, Arizona, em 1955.
Em meados da década de 1960, a Motorola expandiu sua divisão de semicondutores sob a direção de Lester Hogan. Os transistores e circuitos integrados da Motorola eram usados internamente em seus produtos de comunicação, militares, automotivos e de consumo, e também eram vendidos para outras empresas. Em 1968, Robert Noyce deixou a Fairchild Semiconductor para fundar a Intel, e a Fairchild respondeu contratando Hogan como novo CEO. Oito outros funcionários da Motorola foram com ele e ficaram conhecidos como "Hogan's Heroes". O caos resultante foi, no entanto, de curta duração, e a empresa continuou a crescer durante esse período.
Em 1973, a Divisão de Produtos Semicondutores (SPD) teve vendas de US$ 419 milhões e foi a segunda maior empresa de semicondutores depois da Texas Instruments.

### 5065
No início da década de 1970, ficou claro que a maioria das grandes empresas do setor de semicondutores, incluindo a Fairchild e a ainda nova Intel, estava planejando introduzir microprocessadores. A Intel começou a comprar o conceito inicial do que viria a ser o Intel 4004 e, em suas viagens de vendas, visitou a Victor Comptometer em Chicago em busca de clientes em potencial. A Victor havia lançado a primeira calculadora eletrônica do mundo, usando os primeiros circuitos integrados. Lá, Tom Bennett viu o projeto.
Em 1971, a Motorola decidiu entrar no negócio de calculadoras. Procurando alguém para liderar o esforço, a empresa contratou Bennett, que havia saído da Victor. Pouco depois de entrar na empresa, a Olivetti visitou a Motorola com um esboço de um projeto de microprocessador que planejava usar em uma série de calculadoras programáveis. A Motorola concordou em concluir o projeto e produzi-lo em suas linhas PMOS em Phoenix.
Embora o projeto tenha sido concluído com sucesso, sua fábrica não conseguiu produzir os chips. Para salvar o contrato, a Motorola licenciou o projeto para sua concorrente, a Mostek, com a exigência de que a Mostek só poderia vender fora do mercado de calculadoras. A Mostek então colocou o projeto no mercado como Mostek 5065.

### Time de desenvolvimento

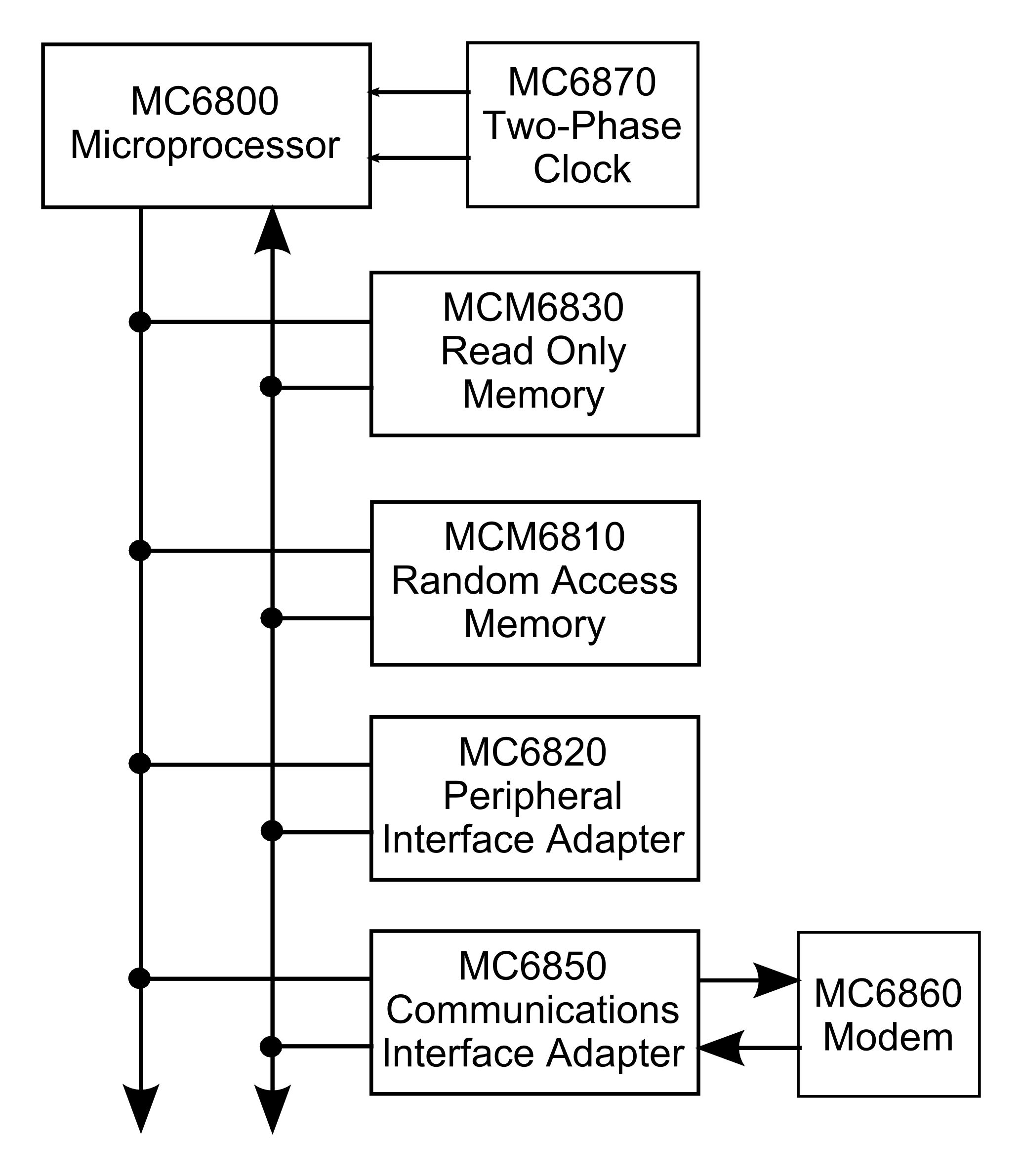
Diagrama de blocos de um sistema de microcomputador M6800 (em inglês)

O desastre do 5065 ilustrou um problema com a linha de fabricação da Motorola que havia se tornado óbvio com uma série de falhas semelhantes; a linha também se mostrou incapaz de produzir dispositivos de memória competitivos e outros projetos. Os clientes continuaram a abordar a empresa com novas ideias, e ficou cada vez mais óbvio que esses conceitos poderiam ser implementados usando um único projeto de microprocessador flexível. Um novo esforço começou no final de 1971, mas, no início de 1972, o departamento de marketing retornou um relatório informando que só poderiam vender 18.000 unidades em um período de cinco anos. Não convencido, Bennett contratou Link Young para tentar novamente. Young retornou com um possível pedido de 200.000 da National Data Corporation, mais do que o suficiente para iniciar o trabalho de design.
A equipe era composta pelo designer Tom Bennett, pelo diretor de engenharia Jeff LaVell, pelo comerciante de produtos Link Young e pelos designers de sistemas Mike Wiles, Gene Schriber e Doug Powell. Todos estavam localizados em Mesa, Arizona, na região metropolitana de Phoenix. Quando o projeto foi concluído, Bennett tinha 17 projetistas de chips e pessoal de layout trabalhando em cinco chips. LaVell tinha de 15 a 20 engenheiros de sistema e havia outro grupo de engenharia de aplicativos de tamanho semelhante.
Tom Bennett tinha experiência em controles industriais e havia trabalhado para a Victor Comptometer na década de 1960, projetando a primeira calculadora eletrônica a usar CIs MOS, a Victor 3900. Em maio de 1969, Ted Hoff mostrou a Bennett os primeiros diagramas do Intel 4004 para ver se ele atenderia às necessidades da calculadora. Bennett entrou para a Motorola em 1971 para projetar CIs para calculadoras. Logo foi designado como arquiteto-chefe do projeto do microprocessador que produziu o 6800. Outros receberam o crédito pelo projeto do 6800. Em setembro de 1975, Robert H. Cushman, editor de microprocessadores da revista EDN, entrevistou Chuck Peddle sobre o novo microprocessador 6502 da MOS Technology. Cushman então pediu a "Tom Bennett, arquiteto mestre do 6800", que comentasse sobre esse novo concorrente. Depois do projeto 6800, Bennett trabalhou em aplicações automotivas e a Motorola se tornou um dos principais fornecedores de microprocessadores usados em automóveis.
Jeff LaVell entrou para a Motorola em 1966 e trabalhou na organização de marketing do setor de computadores. LaVell havia trabalhado anteriormente para a Collins Radio em seu computador C8500, que foi construído com ICs ECL de pequena escala. Em 1971, ele liderou um grupo que examinou as necessidades dos clientes existentes, como Hewlett-Packard, National Cash Register, Control Data Corporation (CDC) e Digital Equipment Corporation (DEC). Eles estudavam os produtos dos clientes e tentavam identificar funções que pudessem ser implementadas em circuitos integrados maiores a um custo menor. O resultado da pesquisa foi uma família de 15 blocos de construção; cada um deles poderia ser implementado em um circuito integrado. Alguns desses blocos foram implementados na versão inicial do M6800 e outros foram adicionados nos anos seguintes. Para avaliar a arquitetura 6800 enquanto o chip estava sendo projetado, a equipe de LaVell construiu um circuito equivalente usando 451 ICs TTL de pequena escala em cinco placas de circuito de 25 por 25 cm (10 por 10 polegadas). Mais tarde, eles reduziram esse número para 114 CIs em uma placa usando ROMs e dispositivos lógicos MSI (integração em escala média).

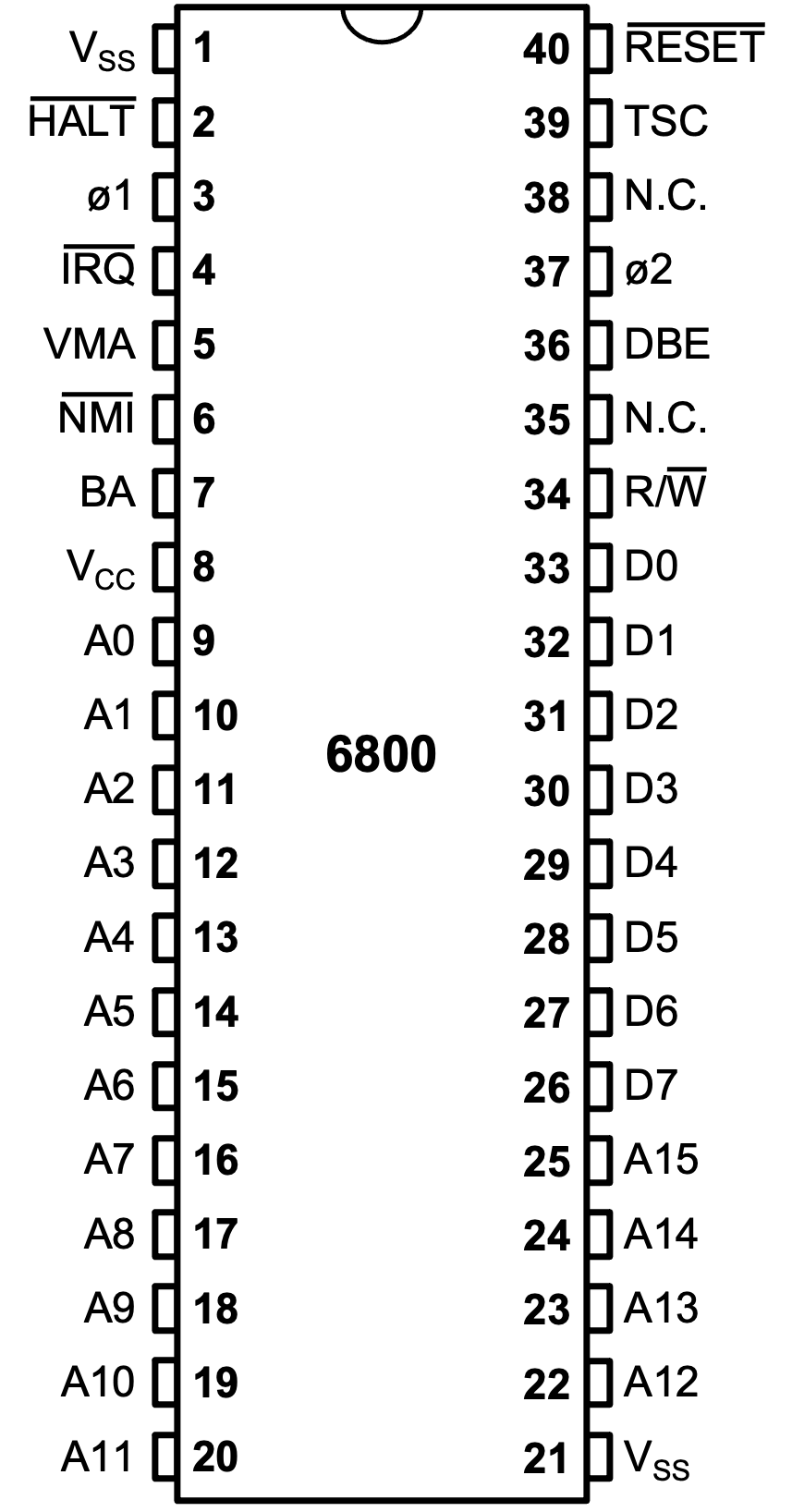
Pinagem do chip DIP 6800 da Motorola

John Buchanan era um projetista de memória na Motorola quando Bennett lhe pediu para projetar um dobrador de tensão para o 6800. Os ICs MOS de canal n típicos exigiam três fontes de alimentação: -5 volts, +5 volts e +12 volts. A família M6800 deveria usar apenas uma, +5 volts. Foi fácil eliminar a fonte de -5 volts usando um inversor de tensão interno, mas a lógica do modo de aprimoramento também precisava de uma fonte de 10 a 12 volts. Para resolver esse problema, o projeto adicionou um duplicador de tensão no chip. Buchanan fez o projeto, a análise e o layout do circuito para o microprocessador 6800. Ele recebeu patentes sobre o dobrador de tensão e o layout do chip 6800. Rod Orgill ajudou Buchanan nas análises e no layout do chip 6800. Mais tarde, Orgill projetaria o microprocessador 6501 da MOS Technology, que era compatível com o 6800.
Bill Lattin entrou para a Motorola em 1969 e seu grupo forneceu as ferramentas de simulação de computador para caracterizar os novos circuitos MOS no 6800. Lattin e Frank Jenkins haviam estudado na Universidade da Califórnia em Berkeley e estudaram simuladores de circuitos de computador com Donald Pederson, o projetista do simulador de circuitos SPICE. O simulador da Motorola, MTIME, era uma versão avançada do simulador de circuitos TIME que Jenkins havia desenvolvido em Berkeley. O grupo publicou um artigo técnico, "MOS-device modeling for computer implementation" (Modelagem de dispositivo MOS para implementação em computador) em 1973, descrevendo uma "tecnologia de canal n de alimentação única de 5 V" operando a 1 MHz. Eles puderam simular um circuito de 50 MOSFETs em um computador mainframe IBM 370/165. Em novembro de 1975, Lattin juntou-se à Intel para trabalhar em seu microprocessador de próxima geração.
Bill Mensch entrou para a Motorola em 1971, depois de se formar na Universidade do Arizona. Ele havia trabalhado vários anos como técnico em eletrônica antes de obter seu diploma de BSEE. O primeiro ano na Motorola foi uma série de rodízios de três meses em quatro áreas diferentes. Mensch fez um fluxograma para um modem que se tornaria o 6860. Ele também trabalhou no grupo de aplicativos que estava definindo o sistema M6800. Após esse ano de treinamento, ele foi designado para a equipe de desenvolvimento do 6820 Peripheral Interface Adapter (PIA). Mensch contribuiu muito para o projeto desse chip e recebeu uma patente sobre o layout do CI e foi nomeado co-inventor de sete outras patentes do sistema M6800. Mais tarde, Mensch projetaria o microprocessador 6502 da MOS Technology.

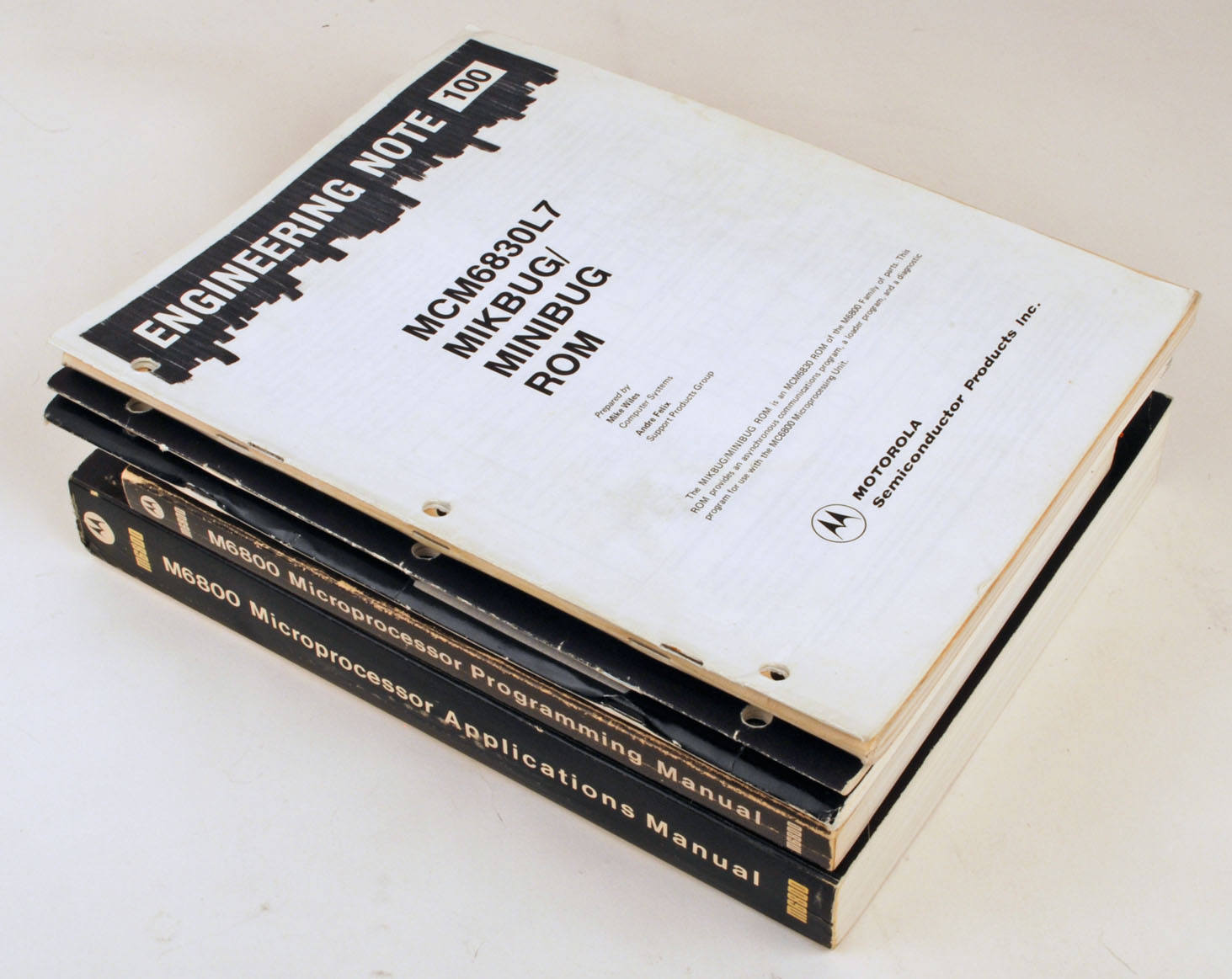
O MIKBUG fazia parte do amplo suporte ao microcomputador M6800 desenvolvido pelo Grupo de Engenharia de Aplicativos da Motorola.

Mike Wiles foi engenheiro de design no grupo de Jeff LaVell e fez várias visitas a clientes com Tom Bennett durante a fase de definição do produto 6800. Ele está listado como inventor em dezoito patentes do 6800, mas é mais conhecido por um programa de computador, o MIKBUG. Tratava-se de um monitor para um sistema de computador 6800 que permitia ao usuário examinar o conteúdo da RAM e salvar ou carregar programas em fita. Esse programa de 512 bytes ocupava metade de uma ROM MCM6830. Essa ROM foi usada no kit de avaliação de projeto MEK6800 da Motorola e nos primeiros kits de computadores para hobby. Wiles permaneceu na Motorola, mudou-se para Austin e ajudou a projetar o microcontrolador MC6801, lançado em 1978.
Chuck Peddle entrou para a equipe de projeto em 1973, depois que o projeto do processador 6800 estava concluído, mas contribuiu para o projeto geral do sistema e para vários chips periféricos, especialmente a interface paralela 6820 (PIA).Peddle está listado como inventor em dezesseis patentes da Motorola, a maioria com seis ou mais co-inventores. Como os outros engenheiros da equipe, Peddle visitava clientes em potencial e solicitava seu feedback. Peddle e John Buchanan construíram uma das primeiras placas de demonstração do 6800. Em agosto de 1974, Chuck Peddle deixou a Motorola e entrou para uma pequena empresa de semicondutores na Pensilvânia, a MOS Technology. Lá, ele liderou a equipe que projetou a família de microprocessadores 6500.

## Periféricos
Lista de "Motorola Microcomputer Components", novembro de 1978. A E/S mapeada em memória é usada e as portas de E/S são mapeadas para parte do espaço de endereço da memória principal.
| Peça    | Descrição                                           | Imagem  |
| ------- | --------------------------------------------------- | ------- |
| MCM6810 | RAM estática de 128 bytes                           | Folheto |
| MC6820  | Peripheral Interface Adapter (PIA)                  | Folheto |
| MC6821  | Peripheral Interface Adapter (PIA)                  | Folheto |
| MC6828  | Priority Interrupt Controller (PIC)                 | Folheto |
| MCM6830 | ROM de 1024 bytes                                   | Folheto |
| MC6840  | Programmable Timer Module (PTM)                     | Folheto |
| MC6843  | Floppy Disk Controller (FDC)                        | Folheto |
| MC6844  | Direct Memory Access Controller (DMAC)              | Folheto |
| MC6845  | CRT Controller (CRTC)                               | Folheto |
| MC6846  | ROM-I/O-Timer                                       | Folheto |
| MC6847  | Video Display Generator (VDG)                       |         |
| MC68488 | General Purpose Interface Adapter (GPIB) IEEE488    | Folheto |
| MC6850  | Asynchronous Communication Interface Adapter (ACIA) | Folheto |
| MC6852  | Synchronous Serial Data Adapter (SDAA)              | Folheto |
| MC6854  | Advanced Data Link Controller (ADLC)                | Folheto |
| MC6859  | Data Security Device (DSD)                          |         |
| MC6860  | 0–600 bit/s Digital Modem                           | Folheto |
| MC6862  | 2400 bit/s Modulator                                | Folheto |
| MC6870  | Two-Phase Microprocessor Clock                      | Anúncio |
| MC6875  | Clock Generator                                     | Folheto |
| MC6883  | Synchronous Address Multiplexer (SAM)               |         |